# Жартас (Жамбильський район)
Жарта́с (каз. Жартас) — село у складі Жамбильського району Алматинської області Казахстану. Входить до складу Матібулацького сільського округу.
Населення — 66 осіб (2021; 92 у 2009, 78 у 1999, 159 у 1989).